# Estación de Larrabasterra
Larrabasterra es una estación del Metro de Bilbao en superficie, situada en el barrio de Larrabasterra, en el término municipal de Sopelana y fue inaugurada el 11 de noviembre de 1995. Es cabecera de algunos trayectos de la Línea 1 de Metro.
Su tarifa corresponde a la zona 3. 
La estación cuenta con un vestíbulo acristalado sobre las vías, accesible desde ambos lados. Desde ese vestíbulo hay escaleras y ascensores para acceder a cada andén. El andén de la izquierda lo utilizan los trenes que circulan en sentido Plentzia. El andén central, en cambio, da servicio a los trenes que tienen como cabecera Larrabasterra y a los trenes que circulan en sentido Etxebarri.

## Accesos
- Calle Loiola Ander Deuna, 20
- Calle Gatzarriñe, 1 / Calle Arabeta
- Interior de la estación